# Alekséi Písemski
Alekséi Feofiláktovich Písemski (en ruso: Алексе́й Феофила́ктович Пи́семский) fue un novelista ruso (Rámenie, Kostromá, 1820 - San Petersburgo, 1881). Influido por el estilo realista de Nikolái Vasílievich Gógol, inició su actividad literiaria colaborando en diversas revistas de su tiempo (El Moscovita, El Contemporáneo), en las que más tarde publicaría la mayoría de sus novelas y narraciones.
Entre sus principales obras, donde se advierte una constante preocupación por los problemas sociales, merecen citarse Mar agitado (1853), Bosquejos de existencia campesina (1856), Mil almas (1858) y En el torbellino (1871). Como dramaturgo escribió Destino amargo (1859), considerada una de las mejores obras de teatro ruso del siglo XIX.